# هيلسبورو ،مقاطعة لودون (فيرجينيا)
هيلسبورو (بالإنجليزية: Hillsboro, Loudoun County, Virginia)‏ هي بلدة أمريكية تقع في الولايات المتحدة في مقاطعة لاودون (فيرجينيا). يقدر عدد سكانها بـ 96 نسمة ومساحتها 0.2 كم2 وترتفع عن سطح البحر 168 متر.